# Tricimba lata
Tricimba lata är en tvåvingeart som beskrevs av Ismay 1993. Tricimba lata ingår i släktet Tricimba och familjen fritflugor. Inga underarter finns listade i Catalogue of Life.